# Idiomatikus kifejezés
Az idiomatikus kifejezés olyan állandósult szókapcsolat, más néven frazeológiai egység, amely rögzültségi foka nagyobb, mint a kollokációé, de kisebb, mint olyan frazeológiai egységé, mint például a mottó vagy a szállóige.
Az angol nyelv hatására az idiomatikus kifejezést magyarul röviden „idiómá”-nak is nevezik, bár eredetileg „idióma” közös elnevezése volt a nyelvnek és a mindenféle nyelvváltozatoknak, és jelenleg is használják ezzel a jelentéssel.

## Meghatározási és elhatárolási kérdések
Az idiomatikus kifejezés meghatározása és más frazeológiai egységek típusaitól való elhatárolása nehéz, akárcsak e típusoké általában, mivel a szabad szókapcsolat és az idiomatikus kifejezés között, valamint különböző idiomatikus kifejezések között is kontinuum van. Ezt A. P. Cowie angol nyelvész a következőképpen mutatja be:
| free combination ’szabad összetétel’ | II | restricted collocation ’korlátozott kollokáció’ | >> | figurative idiom ’képes idiomatikus kifejezés’                             | >> | pure idiom ’tiszta idiomatikus kifejezés’                              |
| blow a trumpet ’trombitát fúj’       |    | blow a fuse ’biztosítékot kivág’                |    | blow your own trumpet ’dicsekszik’ (szó szerint ’saját trombitáját fújja’) |    | blow the gaff ’kidobol (vmit vkiről)’ (szó szerint ’fújja a csáklyát’) |

Az „idiomatikus kifejezés” elnevezésben az „idiomatikus” melléknév a nyelv vagy nyelvváltozat jelentéssel használt „idióma” szóból képzett. E melléknév használata onnan ered, hogy az idiomatikus kifejezés egyik hagyományos meghatározása szerint olyan kifejezés, amely egy bizonyos nyelvre jellemző, azaz nem lehet szó szerint lefordítani más nyelvre. Ma is van olyan vélemény, mely szerint minden szócsoport, amit nem lehet szó szerint lefordítani más nyelvekre úgy, hogy elemeinek ugyanaz a jelentése legyen, mint az eredetiben, idiomatikus kifejezés. Ugyanakkor a mai kutatásban az idiomaticitást nem csak nyelvekközöttinek tekintik, hanem nyelven belülinek is, amennyiben magába foglalja az idiomatikus kifejezés és a szabad szókapcsolat közötti különbségeket egyazon nyelven belül.
Az idiomatikus kifejezés fő ismérvei a következők:
- Szemantikailag teljesen non-kompozicionális, azaz jelentése nem szó szerinti, bár olykor teljesen átláthatatlan, azaz nincs semmiféle kapcsolat az alkotóelemei önálló és összeadott jelentése, valamint az egészleges jelentése között (pl. falra hányt borsó), máskor pedig áttetszőbb az egészleges jelentés (pl. lépre csal).
- Lexikai rögzültsége teljes (pl. egy követ fújnak helyes, de *egy kavicsot fújnak nem).
- Egyes idiomatikus kifejezések nyelvtani rögzültsége teljes (pl. kinek a pap, kinek a papné), mások csak részben rögzültek (pl. a fittyet hány kifejezésben az ige ragozható).

## Egyéb jellegzetességek
Az egészleges jelentés metaforizáció útján keletkezhet, sőt, egyes szerzők úgy vélik, hogy csak azt lehet idiomatikus kifejezésnek tekinteni, amelyik metaforikus. Vannak olyan szóösszetételek, amelyeket kompozicionálisan is, és non-kompozicionálisan is lehet értelmezni. Ilyen például a francia Les carottes sont cuites mondat. Ennek szó szerinti, kompozicionális jelentése ’A sárgarépa megfőtt’, de metaforaként azt jelenti, persze megfelelő beszédhelyzetben vagy szövegkörnyezetben, hogy ’Minden elveszett’, ’A helyzet reménytelen’. Olyan képes idiomatikus kifejezés is van, amelyet nem lehet kompozicionálisan is értelmezni, például (franciául) avoir avalé son parapluie ’(fizikai vagy átvitt értelemben) merev (ember)’ (szó szerint ’lenyelte az esernyőjét’), mivel olyan elemek alkotják, amelyek kompozicionálisan nem kapcsolhatók össze.
Idiomatikus kifejezés hasonlaton is alapulhat. Ezt szóláshasonlatnak nevezik (pl. szegény, mint a templom egere).
Egyes nyelvészek szerint az idiomatikus kifejezés nem kötelezően metaforikus, hanem elég, ha jelentése nem következtethető ki összetevői elemzéséből, nem iktatható be nagyobb szerkezetbe, és nem fordítható le szó szerint más nyelvre. Ilyen például a (franciául) il y a ’van, létezik’ (szó szerint ’ő ott birtokol’), melyet hagyományosan gallicizmusnak (a francia nyelvre jellemző kifejezésnek) neveznek.
Az, hogy nem fordítható le szó szerint idegen nyelvekre, érvényes a legtöbb idiomatikus kifejezésre. Ez különösen igaz azokra, amelyek az adott nyelvközösségre jellemző reáliákon vagy kulturális, illetve történelmi elemeken alapszanak. Ilyen például a magyar nem enged a negyvennyolcból. Vannak viszont olyan idiomatikus kifejezések is, amelyek több nyelvben léteznek, amennyiben közös civilizációs, kulturális vagy történelmi referenciájuk van. Olykor ezek teljesen ekvivalensek tartalmuk szempontjából, bár különbözhetnek szerkezetileg, például:
Júdás csókja – (franciául) le baiser de Judas – (spanyolul) el beso de Judas – (németül) der Judas-Kuss
Szerkezete szempontjából az idiomatikus kifejezés lehet olyan szócsoport, amelyet szabadon lehet alannyal, tárggyal stb. kiegészíteni (pl. fittyet hány), vagy egész, teljesen rögzült mondat, pl. Kibújt a szög a zsákból. Egyes nyelvészek szerint összetett szó is lehet idiomatikus kifejezés, ha metaforikus. A magyar nyelvben az ilyet egybeírják (vö. kék harisnya ’kék színű harisnya’ és kékharisnya ’tudálékos nő’), de más nyelvekben nem mindig. A franciában például cordon bleu kompozicionális jelentésű szócsoport, ha jelentése ’kék öv’, de non-kompozicionális jelentésű, mivel metafora, amikor ’jó szakács’-ot jelent, és egyes nyelvészek szerint összetett szónak számít.
Egyes idiomatikus kifejezések olyan szavakat tartalmaznak, amelyek már egyedül nem élnek, és viszonylag kevés beszélő ismeri az egyéni jelentésüket. Ilyen a sulyok szó (téglalap alakú nyeles falap, amellyel mosáskor a ruhát verték) az elveti a sulykot ’túlhalad a helyes mértéken’ kifejezésben.